# Isognomostoma isognomostomos
Espèce
Synonymes
- Helix (Isognostoma) personata Lamarck, 1792[1]
- Helix isognomostomos Schröter, 1784[1]
- Helix personata Lamarck, 1792[1]
- Isognomostoma isognomostoma (Schröter, 1784)[1]
- Isognomostoma personatum (Lamarck, 1792)[2]

Statut de conservation UICN

 LC  : Préoccupation mineure
Isognomostoma isognomostomos, communément appelé l’Hélice grimace, est une espèce de gastéropodes de la famille des Helicidae.

## Répartition et habitat
On trouve cette espèce en Europe : en Autriche, en Belgique, en Bosnie-Herzégovine, en Croatie, en République tchèque, en France, en Allemagne, en Suisse, en Hongrie, en Italie, en Lettonie, au Liechtenstein, en Lituanie, au Luxembourg, en Pologne, en Roumanie, en Slovaquie, en Slovénie, en Ukraine et en Russie.
Elle vit dans les forêts tempérées.